# شون جيلدر
شون جيلدر (بالإنجليزية: Sean Gilder)‏ هو ممثل بريطاني، ولد في 1 مارس 1964 في المملكة المتحدة.

## أعمال

### أفلام
- (2002) عصابات نيويورك[4][5][6]
- (2004) الملك آرثر[7]

## وصلات خارجية
- شون جيلدر على موقع IMDb (الإنجليزية)
- شون جيلدر على موقع ألو سيني (الفرنسية)
- شون جيلدر على موقع أول موفي (الإنجليزية)
- شون جيلدر على موقع قاعدة بيانات الأفلام السويدية (السويدية)
- شون جيلدر على موقع قاعدة بيانات الفيلم (الإنجليزية)
- شون جيلدر على موقع كينوبويسك (الروسية)